# Терещук-Антіпова Тетяна Вікторівна
Тетяна Вікторівна Терещук-Антіпова (11 жовтня 1969, Луганськ) — українська легкоатлетка, бронзова призерка Олімпійських ігор, учасниця Олімпійських ігор 1996 й 2000 років.
Тетяна Терещук-Антіпова тренувалася в спортивному товаристві «Динамо» в Луганську та Києві. Тренер — Анатолій Антіпов.
Олімпійську медаль вона виборола на афінській Олімпіаді в категорії «Біг із бар'єрами» на 400 метрів . Її найкращий час на цій дистанції — 53,37 с.
Нагороджена Орденом княгині Ольги III ступеня

## Особливі примітки
- Занесена до списку олімпійців, які завоювали медаль на чемпіонаті Європи з легкої атлетики (0–1–1 1998 Будапешт срібло: 400 м з бар'єрами (виступала як Тетяна Терещук); 2006 Гетеборг бронза: 400 м з бар'єрами (змагалася як Тетяна Антіпова))
- Входить до списку олімпійців, які виграли медаль на літній Універсіаді (1–0–0 1997 Catania ATH золото: 400 м з бар'єрами (змагалася як Тетяна Терещук))